# モーリッツ・ハウプトマン
モーリツ（またはモーリッツ）・ハウプトマン（独: Moritz Hauptmann, *1792年10月13日 ドレスデン – †1868年1月3日 ライプツィヒ）は、ドイツの音楽理論家・音楽教師・作曲家・ヴァイオリニスト。

## 略歴
ドレスデンに生まれ、ヴァイオリンをショルツに、ピアノをフランツ・ランスカに、作曲をグローセと（カール・マリア・フォン・ウェーバーのライバルだった）フランチェスコ・モルラッキに師事。その後ルイ・シュポーアの薫陶を受けてヴァイオリニストや作曲家としての学習を仕上げており、その後もシュポーアとは深い友情で結ばれることとなった。1812年にシュポーアの宮廷楽団にヴァイオリン奏者として入団。その後ロシア帝国に行き、1821年までもっぱら個人宅の家庭教師としていくつかの契約を結び、また音楽的な関心を、主に音響学を主題とする数学的な研究に振り替えた。ドイツに戻ると、1822年にカッセル宮廷楽団に配属され、再び楽長のシュポーアと活動を共にしている。この頃に初めて作曲や音楽理論の指導を始め、フェルディナント・ダヴィッドやヨハン・フリードリヒ・ブルクミュラーらを指導した。一時期は建築家としても雇われたが、結局は音楽の道を進むことになり、悲劇的なグランドオペラ《マティルデ “Mathilde”》を作曲した。
1842年にハウプトマンは、ゲヴァントハウス管弦楽団の楽長フェリックス・メンデルスゾーン＝バルトルディの推薦状を得て、ライプツィヒ・トーマス教会附属学校のカントルに就任し、終生その地位にあった。それから間もない1843年には、ライプツィヒ音楽院の音楽理論の教授に就任している。1850年には、オットー・ヤーンと共同でバッハ協会を設立し、その初代会長を務めた。『旧バッハ全集』の最初の3巻を編集したのもハウプトマンである。トーマスカントル在任中に、教育者としての独自の才能が繰り広げられ、たくさんの熱心な（そして多少なりとも際立った才能の）門人たちのおかげでその名声は周知のものとなった。
1868年1月3日に75歳でライプツィヒに永眠した。1873年に、ライプツィヒ西部の郊外（バッハ街“Bachstraßenviertel”）にある路地が、モーリツ・ハウプトマンの名にちなんで「ハウプトマン通り“Hauptmannstraße”」と命名された。ドレスデンのミクテン地区（Mickten）にも「ハウプトマン通り」と呼ばれる街路があるが、やはりハウプトマンの名にちなんでいる。

## 作品
ハウプトマンの作品や活動は、今となっては忘れ去られてしまっている。
作曲家としてのハウプトマンは、もっぱら合唱曲やリート、モテットを手懸けており、声楽のための宗教音楽や世俗音楽を作曲した。作品は、のびのびとした独創性よりも、均斉感や職人芸が発揮されている。中でも特筆に値するのは、2つのミサ曲や混声合唱のための2つの歌曲集（作品32と作品47）、そして重唱用の数々の楽曲（パートソング）である。
音楽理論家や音楽教育者としては、とりわけ19世紀後半において際立った名声を博した。学術研究の成果である著書『和声法と拍節の本質 “Die Natur der Harmonik und Metrik”』（1853年）は、自然科学によって楽式を論証しようとする試みとして、当時は非常に注目を集めた。

### 音楽作品
- 合唱曲
  - “Wunderbar ist mir geschehn”
  - 天の光 “Himmelslicht”
  - さすらい人の夜の歌 “Wandrers Nachtlied”
  - 夜がやって来た “Die Nacht ist gekommen”
  - 春の恋 “Frühlingsliebe”
  - 五月の歌 “Mailied”
  - 夜の憩い “Abendruhe”
  - 早すぎた春 “Frühzeitiger Frühling”
  - 主よ、聞きたまえわが祈りを “Herr, höre mein Gebet”
  - Gebet “Gott sei uns gnädig”
  - わが魂よ主を讃えよ “Lobe den Herrn, meine Seele”
  - めでたし天の后 “Salve Regina”
  - Morgengesang “Komm, lasset uns”
  - 神の子羊なるキリストよ “Christe, du Lamm Gottes”
  - いと高きところの庇護を享けたる者は “Wer unter dem Schirm des Höchsten”
  - わが魂は主を讃える “Lauda anima mea Dominum”
  - “Salvum fac regem, Domine (Verleih uns Frieden, Herr und Gott)”
  - わが魂は神の御前に静まり（詩篇第62番第2章および第7章） “Meine Seel ist stille zu Gott” (nach Psalm 62, 2+7) 作品53-1 （カールス出版社より刊行（出版番号CV 2092））
- 独唱歌曲
  - 連作歌曲《ペトラルカ歌曲集 “Petrarca-Lieder”》作品29（2005年にベーレンライターより刊行（出版番号H 7934））

### 著作物
- Die Natur der Harmonik und der Metrik: zur Theorie der Musik. Nachdr. der Ausg. Leipzig, Breitkopf und Härtel, 1853. Hildesheim; Zürich; New York: Olms, 2002. ISBN 3-487-11703-7.
  - （英語版） The nature of harmony and metre. New York: Da Capo Press, 1991, Reprint of the ed. London, Sonnenschein, 1893. ISBN 0-306-76298-6.

## 主要な門人
- アーノルト・ヴェーナー
- オットー・ゴルトシュミット
- カール・フリードリヒ・クルシュマン
- アーサー・サリヴァン
- フーゴー・シュテーレ
- フェルディナント・ダヴィッド
- カルル・ダヴィドフ
- ハンス・フォン・ビューロー
- ノルベルト・ブルクミュラー
- フェルディナント・ブロイニング
- グスタフ・グラーベン＝ホフマン
- ウィリアム・メーソン
- ザロモン・ヤーダスゾーン
- ヨーゼフ・ヨアヒム